# Alma Arnell
Alma Constantia Arnell, född 2 maj 1857 i Säbrå i Ångermanland, död 13 juni 1934 i Stockholm, var en svensk konstnär. Hon målade genremotiv, landskap och porträtt. 
Alma Arnell var dotter till bankdirektör Hans Hampus Arnell och Erika Johanna Forsén.
Hon studerade i Stockholm på Axel Kulles målarskola för Gustaf Cederström och Anders Zorn, samt vidare i Paris där hon studerade vid Académie Colarossi, och sedan under flera år i Rom.  År 1904 blev hon invald i Sällskapet Nya Idun.
I slutet av 1890-talet och början av 1900-talet, åtminstone fram till 1907, delade Alma Arnell ateljé med Hilma af Klint och Lotten Rönquist i det så kallade "Ateljébyggnaden", som Kungl. Konstakademin ägde på Hamngatan 5, i korsningen mellan Hamngatan och Kungsträdgården. Fastigheten var dåtidens kulturella centrum i Stockholm. I samma byggnad låg även Blanchs Café och Blanchs konstsalong, där striden stod mellan Kungl. Konstakademins konventionella konstsyn och Konstnärsförbundets franskinspirerade oppositionsrörelse.
Arnell finns representerad vid Nationalmuseum i Stockholm. Hon är begravd på Säbrå kyrkogård.

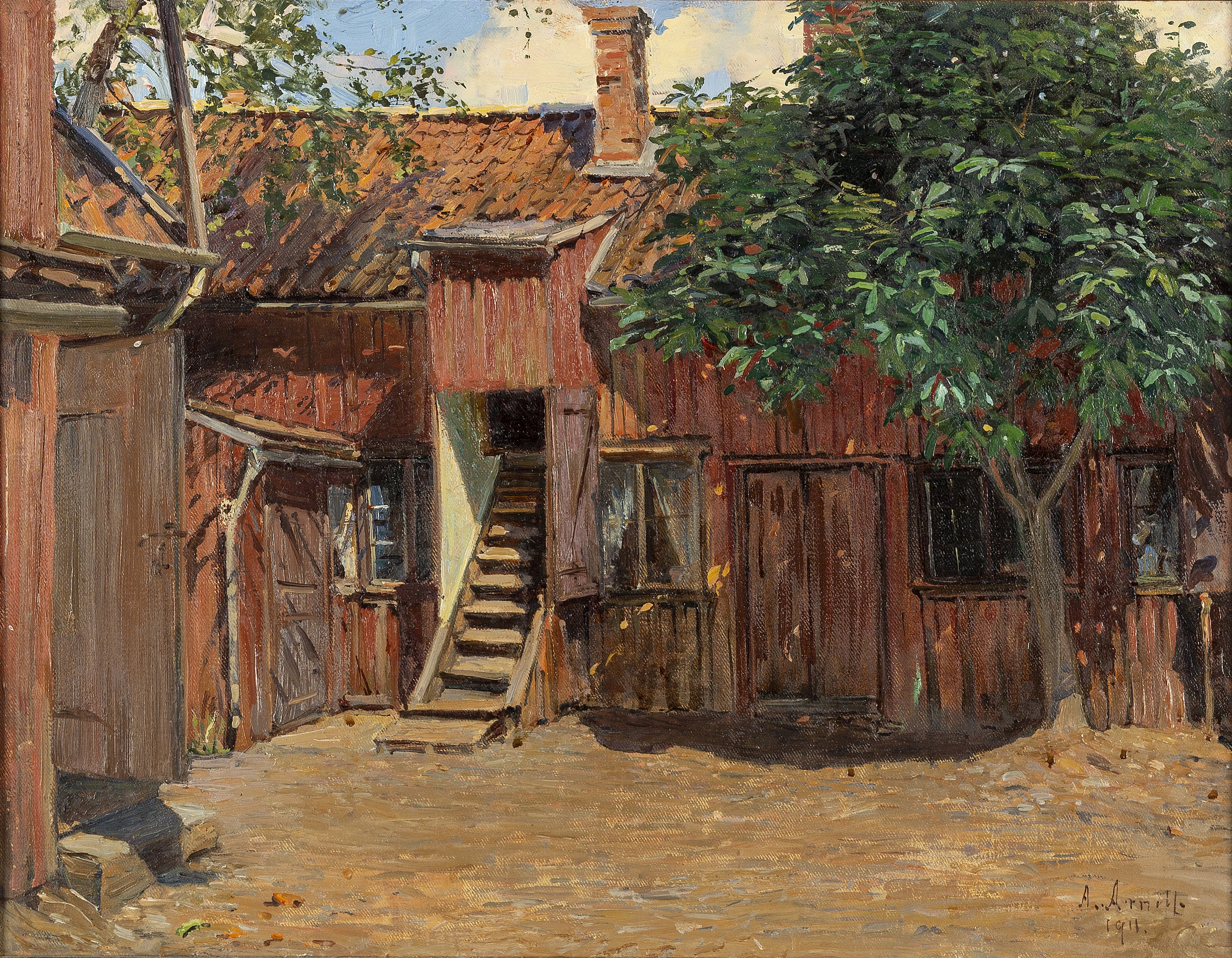
Oljemålning, 1911.
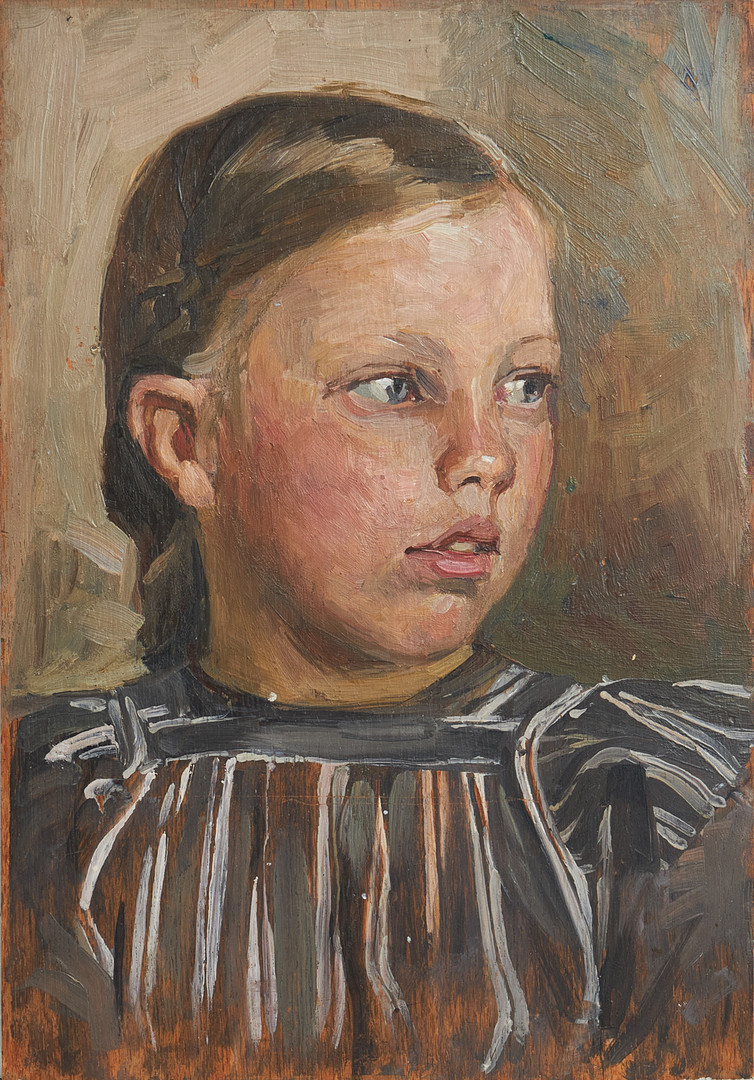
Poträtt av en flicka, oljemålning.